# Jonathan Belforte
Jonathan Eduardo Damián Belforte (Lima, Zárate, Buenos Aires, Argentina; 12 de septiembre de 1986) es un futbolista argentino. Juega como mediocampista y su primer equipo fue Defensores Unidos. Actualmente milita en Lima Football Club en el Torneo  Regional Federación Norte de Buenos Aires. Además milita en Argentino de Castelar futsal como cierre.

## Clubes
| Club                      | País      | Año              | PJ | Goles |
| ------------------------- | --------- | ---------------- | -- | ----- |
| Defensores Unidos         | Argentina | 2003-2004        | 17 | 0     |
| Lanús                     | Argentina | 2007             | 0  | 0     |
| Atlético Rafaela          | Argentina | 2007-2008        | 30 | 4     |
| Tijuana                   | México    | 2008             | 10 | 0     |
| San Martín de San Juan    | Argentina | 2009-2010        | 31 | 2     |
| Boca Unidos de Corrientes | Argentina | 2010-2011        | 35 | 0     |
| Independiente Rivadavia   | Argentina | 2011-2012        | 10 | 0     |
| Sol de América (Formosa)  | Argentina | 2012             | 11 | 1     |
| Los Andes                 | Argentina | 2013-2014        | 33 | 0     |
| Textil Mandiyú            | Argentina | 2014             | 14 | 2     |
| Atlético Paraná           | Argentina | 2015-2017        | 88 | 4     |
| San Miguel                | Argentina | 2017-2019        | 61 | 1     |
| Deportivo Riestra         | Argentina | 2019-2021        | 4  | 0     |
| Almirante Brown           | Argentina | 2021             | 5  | 0     |
| Acassuso                  | Argentina | 2021- Actualidad | 0  | 0     |